# Коряківка
Коря́ківка — село в Україні, у Медвинській сільській громаді Білоцерківського району Київської області. Населення становить 112 осіб.
Назва села Коряківка походить від слова коряк з якого раніше пили воду. Стара назва села — хутір Чернечі, який був під Щербашенською владою.
Ось як описується Коряківка щербашенським священиком Платоном Шмигельським 1854 року:
|  | 1. Перечень город, сел, деревень, хуторов — с. Щербашенцы и хутор Чернечьи (Коряківка). 8. Сколько внем дворов — 126 в Щербашенцах, 7 в Чернечьях. 25. Куда ходят месные жытели на зароботки — На сахарные заводы в Стеблев, Сидоровку, Почапенцы. |

## Додаткові посилання
- Погода в селі Коряківка [Архівовано 15 червня 2017 у Wayback Machine.]
- Дмитренки на сайті Богуславської РДА [Архівовано 4 березня 2016 у Wayback Machine.]
- Коряківський Рай (осередок зеленого туризму в с. Коряківка)

| Україна | Це незавершена стаття з географії України. Ви можете допомогти проєкту, виправивши або дописавши її. |